# Rezerwat przyrody Skrzypny Ostrów
Rezerwat przyrody Skrzypny Ostrów – florystyczny rezerwat przyrody znajdujący się na terenie gminy Tarnawatka, w powiecie tomaszowskim, w województwie lubelskim.
- Położenie geograficzne – Roztocze Środkowe
- Powierzchnia (według aktu powołującego) – 1,77 ha
- Powierzchnia (dane nadesłane z nadleśnictwa) – 2,21 ha[4]
- Rok utworzenia – 1967
- Dokument powołujący – Zarządzenie Ministra Leśnictwa i Przemysłu Drzewnego z 7 października 1967 roku w sprawie uznania za rezerwat przyrody (MP nr 61, poz. 291).
- Przedmiot ochrony (według aktu powołującego) – zachowanie fragmentu starego lasu mieszanego naturalnego pochodzenia ze stanowiskiem modrzewia polskiego.

Dominującym zespołem roślinności jest żyzna buczyna karpacka. Rosnące na terenie rezerwatu modrzewie osiągają imponujące rozmiary – wysokość ok. 37 m, pierśnica ok. 70 cm.